# Vasîlivske, Vilneansk
Vasîlivske (în ucraineană Василівське) este un sat în comuna Mîhailivka din raionul Vilneansk, regiunea Zaporijjea, Ucraina.

## Demografie
Componența lingvistică a localității Vasîlivske
     Ucraineană (80,49%)
     Rusă (4,88%)
Conform recensământului din 2001, majoritatea populației localității Vasîlivske era vorbitoare de ucraineană (80,49%), existând în minoritate și vorbitori de rusă (4,88%).